# Нові Крубиці
Нові Крубиці (пол. Nowe Krubice) — село в Польщі, у гміні Бульково Плоцького повіту Мазовецького воєводства.
Населення — 171 особа (2011).
У 1975-1998 роках село належало до Плоцького воєводства.

## Демографія
Демографічна структура станом на 31 березня 2011 року:
|          | Загалом | Допрацездатний вік | Працездатний вік | Постпрацездатний вік |
| -------- | ------- | ------------------ | ---------------- | -------------------- |
| Чоловіки | 94      | 20                 | 66               | 8                    |
| Жінки    | 77      | 18                 | 36               | 23                   |
| Разом    | 171     | 38                 | 102              | 31                   |